# Ars Technica
Ars Technica (произносится /Арс-текника/, лат. «искусство технологии») — новостное и аналитическое интернет-издание на английском языке, посвящённое информационным технологиям. Одно из самых популярных сетевых изданий об IT, ежемесячная посещаемость в 2008 г. составила, по разным оценкам, от 1,5 до 4,5 миллионов уникальных пользователей.

## История
Создан Кеном Фишером и Джоном Стоксом в 1998 году. Публикуются новости, обзоры и руководства по таким вопросам, как компьютерная техника и программное обеспечение, наука, технические обзоры, компьютерные игры. Статьи на сайте часто отражают субъективное мнение авторов и написаны неформальным языком, в отличие от газет и журналов.
До мая 2008 года сайт принадлежал частной компании, затем вошёл в состав компании «Конде Наст», известной своими изданиями Wired и Reddit. Сотрудники сайта располагаются в Чикаго, Сан-Франциско. Финансируются в основном за счет интернет-рекламы. Пользователям также предлагается платная подписка, включающая дополнительные аналитические статьи.

## Описание
Важную часть информации на сайте составляют комментарии пользователей, дополняя статьи практическими наблюдениями читателей.
Рубрики сайта собирают статьи по категориям: Microsoft, Apple, бизнес, гаджеты, игры, программы с открытым кодом, наука, медиа, телеком.
- Рубрика Apple подробно освещает события, связанные с выпуском телефона iPhone, планшета iPad, плеера iPod, компьютеров Mac, программ, которые разрабатывает Apple (Mac OS, Safari, Aperture, Final Cut Studio и др.). Анализируются стратегические ходы Apple, такие как замена процессоров в компьютерах, запуск сервисов iTunes, MobileMe, выпуск портативных компьютеров Mac mini. Подробно рассматриваются все новые версии операционной системы Mac OS, ежегодные презентации Apple в Сан-Франциско. Публикуются и слухи — перепечатки из других источников, предсказывающие какие-либо обновления.
- Рубрика о Microsoft подробно рассказывает о новых версиях многочисленных программ Microsoft, объясняет достоинства новых версий, критикует недоработки в них (напр. в браузерах IE). Анализирует решения о выпуске новых продуктов, программных и аппаратных (XBox, XBox 360, Microsoft Mouse, Microsoft KIN, Microsoft Surface). Регулярно рассматриваются новшества в мобильной операционной системе Windows Mobile, семействе серверных операционных систем.
- Рубрика об играх рассказывает о новых релизах, проектах новых игр для приставок и компьютеров. Анализируются технологии, используемые в новых играх: компьютерная графика, манипуляторы (напр. в Wii), «облачные» игры, серверные игры.
- Рубрика о гаджетах анализирует тенденции в планшетах, смартфонах, игровых приставках, домашних серверах, фемтосотах — как в аппаратном устройстве, так и в программной начинке. Подробно анализируются мобильные операционные системы iOS, Android, Windows Mobile, Blackberry OS, технологии сенсорных экранов, мобильных процессоров, интерфейс с пользователем.
- Рубрика о программах с открытым кодом рассказывает о разработках GNU, версиях операционной системы Linux, других проектах с открытым кодом (напр. браузеры Chromium, Firefox, офисный пакет OpenOffice.org).